# Дикки, Джеймс
Джеймс Лафайетт Дикки (англ. James Lafayette Dickey; 2 февраля 1923, Атланта, Джорджия, США — 19 января 1997, Колумбия, Южная Каролина, США) — американский поэт, писатель. Автор романа-бестселлера «Избавление» (1970), экранизированного в одноимённом фильме (1972). В 1977 году выступил с чтением своего стихотворения «Сила полей» на инаугурации президента Джимми Картера.

## Биография

### Ранние годы
Дикки родился в семье адвоката Юджина Дикки и Мейбелл Свифт в городе Атланта, штат Джорджия, где он учился в комплексной государственной средней школе Северного Фултона (англ. North Fulton High School (Georgia)) в районе Бакхед в Атланте. После окончания средней школы Северного Фултона в 1941 году Дикки закончил аспирантуру в Дарлингтонской школе (англ. Darlington School) в городе Рим, штат Джорджия (англ. Rome, Georgia). В 1942 году он поступил в Сельскохозяйственный колледж Клемсона в Южной Каролине и играл там же за колледж в команде американского футбола на позиции тейлбека (англ. Tailback).

### Карьера
На первой войне
Во время второй мировой войны он бросил колледж после первого семестра чтобы поступить в армейский воздушный корпус и уйти на фронт, служил в морской авиации, как оператор радара в ночной истребительной эскадрилье.
Между войнами — обучение на учёные степени
После войны окончил Университет Вандербильта с отличием со степенью преподавателя английского языка и философии, а также по специальности астрономия в 1949 году. Там же он получил степень магистра английского языка в 1950 году.
Дикки преподавал в качестве преподавателя английского языка в Университете Райса в Хьюстоне, штат Техас, в 1950 году и, после своей второй службы в ВВС, с 1952 по 1954 год.
На второй войне
Во время войны в Корее на два года покидает университет, служит в ВВС США.
Писатель и поэт
После участия во второй войне продолжил преподавание в Университете Райса с 1952 по 1954 год. В течение 1955—1956 учебного года преподавал в Университете Флориды, а затем несколько лет работал в рекламном агентстве, в частности, занимался копирайтингом и помогал руководить творческой работой с The Coca-Cola Company и Lay’s Potato Chips. Однажды он сказал, что начал свою карьеру в рекламе, чтобы «заработать немного денег». Дикки также сказал: «я продавал свою душу дьяволу весь день… и пытался выкупить ее ночью». В конце концов его уволили за уклонение от выполнения служебных обязанностей.
В 1960 году выходит первый сборник стихов «Камень» (англ. Into the Stone and Other Poems, 1960). В дальнейшем публикуются его книги стихов «Шлемы» (англ. Helmets, 1964) и «Песенка о бродячем музыканте» (англ. Buckdancer’s Choice: Poems, 1965), за которую Дикки был удостоен Национальной книжной премии (англ. National Book Award for Poetry), победитель конкурса NBA-1965.
В 1967 году выходит том собрания стихотворений «Стихи 1957—1967» (англ. Poems 1957-67). Дикки принимает должность профессора английского языка в Университете Южной Каролины в Колумбии, избирается консультантом поэзии в Библиотеке Конгресса. Выходит несколько его сборников публицистической и литературно-критической прозы.
Бестселлер и экранизация
В 1970 году Джеймс Дикки издал роман «Избавление», который стал бестселлером и через два года был экранизирован в нашумевшем одноименном фильме «Избавление» (англ. Deliverance, 1972). Дикки появляется в конце этого фильма, снятого по его одноимённому роману, в эпизодической роли шерифа. Фильм получил три номинации на премию «Оскар».
Профессионализм и популярность
Поэт был приглашен прочесть своё стихотворение «Сила полей» (англ. The Strength of Fields) на инаугурации президента Джимми Картера в 1977 году.
Последние книги стихов свидетельствуют о влиянии, которое на поэта оказала Библия.

### Личная жизнь
В ноябре 1948 года он женился на Максин Сайерсон и через три года у них родился первый сын Кристофер, а второй сын, Кевин, родился в 1958 году.
Через два месяца после смерти Максин в 1976 году Дикки женился на Деборе Додсон. Их дочь Бронвен родилась в 1981 году.
Кристофер Дикки, первый сын — стал писателем и журналистом, освещал события на Ближнем Востоке в «Ньюсуик». В 1998 году Кристофер написал книгу о своем отце и своих собственных иногда непростых отношениях со своим отцом, озаглавленную «Лето освобождения». Он умер в июле 2020 года.
Кевин Дикки, второй сын — интервенционный рентгенолог, живет в Уинстон-Сейлеме, Северная Каролина.
Бронвин Дикки, дочь — писательница. Ее первая книга «Питбуль: Битва за американскую икону» была опубликована в 2016 году.

## Смерть
Джеймс Дикки умер после продолжительной болезни 19 января 1997 года, в возрасте 73 лет, через шесть дней после своего последнего занятия в Университете Южной Каролины, где с 1968 года он преподавал как Поэт-лауреат США (1966—1968). Последние годы своей жизни Дикки провел в больницах и вне их, страдая от тяжелого алкоголизма, желтухи и позже легочного фиброза.

## Фильмография
- «Избавление» (англ. «Deliverance») — фильм по сценарию романа Джеймса Дикки, 1972 год (в котором он также сыграл Шерифа Булларда в эпизодической роли в конце фильма);
- «The Call of the Wild» — адаптированная для телевидения версия сценария по повести Джека Лондона, 1976 год.

### Документальный фильм о деятельности Дикки
- «Lord, Let Me Die, But Not Die Out» — документальный фильм Стэнли Кронера о Джеймсе Дикки, 1970 год.